# Каролиншко царство
Каролиншко царство (фр. Empire carolingien, итал. Impero carolingio) је назив за франачку државу у периоду од 800. до 888. године тј. од крунисања Карла Великог за цара до смрти Карла Дебелог. Карло Велики је 800. године постао први западноевропски цар после пада Западног римског царства. Тиме је отпочело постојање Светог римског царства. Године 843. царство је подељено између тројице синова Лудвига Побожног, Карловог сина и наследника. Јединство је накратко обновљено 884. године на челу са Карлом Дебелим. Након његове смрти је обновљен расцеп између источног и западног дела царства.
Територија Каролиншког царства око 800. године обухватала је 1.112.000 km², а на њој је живело између 10 и 20 милиона људи.

## Ратови Карла Великог
Након смрти Пипина Малог, власт у Франачкој преузимају двојица његових синова - Карло и Карломан. Карломан је под непознатим околностима умро 771. године, а Карло је, без обзира на наследно право Карломанових синова, преузео власт над целокупном државом. Интервенишући у корист папе Хадријана, Карло је у периоду од 772. до 774. године освојио државу Лангобарда прогласивши се лангобардским краљем. Истовремено је проширио утицај Франачке и на Италију формирајући мреже франачких војних поседа и постављајући грофове у северној Италији. Године 780. прогласио је Краљевину Италију која је обухватала подручје Апенинског полуострва сем Напуља, Калабрије, источног дела Апулије, Сицилије и Беневента. Седам година касније Беневент се налази у саставу Италијанске краљевине.
У периоду од 772. до 804. године Карло је ратовао са Сасима који су, после исељења једног дела свога становништва у Британију, владали подручјем река Емс и Лабе. Делили су се у четири скупине: Вестфалци, Остфалци, Нордалбинзи и Ангаријци. Шлезија је покорена 776. године, а две године касније цела територија Саксоније. Саси дижу устанак под вођством Видукинда. Устанак је угушен 785. године. У периоду од 794. до 797. године Карло је против Саса водио четири војна похода. Последњи, најупорнији отпор, Саси су пружили у периоду од 798. до 804. године. Устанак је угушен, Саси су депортовани, а њихова подручја преузели су Бодрићи.
Карло се морао борити и против Баварске која се 743. или 744. године одвојила од Франачке. Пад државе Карантаније (једног дела Самове словенске државе) ојачао је Баварце. До 788. године Карло је покорио Баварце, а са њиховом територијом преузео и територију Карантије. Тиме је дошао у контакт са државом Авара. Франачко-аварски ратови вођени су до 795. године и завршени су уништењем државе Авара. Последњи аварски отпори угушени су 803. године. Након ових освајачких достигнућа, Карло је подручје од средњег Дунава до Јадрана поделио у две управне области: Фурландску марку (Доња Панонија, Доња Штајерска, Крањска и Хрватска) и Источна марка (земље уз Дунав од Енса до Рабе, са Карантијом и Баварском).
Карло је предузео походе и против маварско-арапског владара Абдурахмана, члана династије Омејада који се одметнуо од званичних власти у Дамаску и прогласио се самосталним владарем. Један од његових противника затражио је помоћ од Карла што је овоме послужило као повод за објаву рата. Након безуспешне опсаде Барселоне, један франачки одред уништен је од стране Арапа. Вођа одреда био је Роланд, јунак касније насталог епа о Роланду. У периоду од 795. до 812. Карло је упорно нападао Пиринејско полуострво овладавши простором до реке Ебро. Ова територија прикључена је Аквитанији као Шпанска марка.
Карло је водио рат и против Бретонаца којима је наметнуо плаћање данка. Године 805. покренуо је поход на Чешку чије је становништво побило војни одред Франака који се од 791. године (тј. првих ратова са Аварима) налазио тамо. Чешка није припојена Франачкој, али јој је наметнут данак. Следеће године Карло води рат против Лужичких Срба којима је такође наметнуо данак. Рат са Данском такође није довео до територијалног проширења. Непријатељство са омејадским емиром у Шпанији донело је Карлу пријатељство са Багдадским калифатом и заштиту хришћанског становништва и ходочасника у Светој земљи.

## Крунисање Карла Великог
Године 795. умро је папа Хадријан, а на његово место је дошао папа Лав III. Папа Лав је био познат по разузданом животу и продавању црквених достојанстава. Карло му је већ следеће године упутио писмо са наредбом да се држи канонских прописа. Опозиција против папе била је прејака те је 799. године подигнута побуна, папа је бачен на земљу и изгажен, а од убиства га је спасао војвода од Сполета. Иступајући као арбитар, Карло га је приморао да му се покори. Он 800. године лично долази у Рим где је на Божић крунисан од стране папе. Крунисање је, према Ајнхардовој биографији Карла Великог, припремљено без Карловог знања. Он је тога дана дошао у цркву Светог Петра да се помоли пред олтаром. Док је клечао, папа му је ставио на главу круну, а окупљени народ га је прославио као августа и римског цара. Потом се папа бацио на колена пред Карлом у складу са обичајем проскинезе кога је још у 3. веку увео римски цар Диоклецијан.
Византијско царство одбило је да Карлу призна царску титулу те је од 806. до 812. године вођен франачко-византијски рат. Завршен је победом Карла Великог. Византијски цар је повратио контролу над Венецијом, али је Франачкој остала Истра и обе хрватске кнежевине, а византијски цар је признато Карлову царску титулу.
Карло је 813. године именовао сина Лудвига за наследника. Следеће године је умро у старости од 71 године.

## Грађански ратови и подела царства
Лудвиг није ни изблиза био способан као његов отац. У првом периоду своје владавине ослањао се на цркву. Папа Лав је одбио да му положи поданичку заклетву те су присталице Карлове строге политике према папи војним путем приморали цркву 824. године да од франачког цара тражи потврду при избору папа. Године 822. Лудвиг је угушио устанак Људевита Посавског у Хрватској. Бугари су пружили помоћ Људевиту страхујући од моћног суседа те је франачка власт у овој области у потпуности обновљена тек 845. године. Сарацени истовремено угрожавају југ Апенинског полуострва. Године 825. Арапи формирају Критски емират, а убрзо заузимају и Сицилију који су Византинци повратили тек крајем 11. века. Сарацени освајају Тарент и Бари.
Лудвигу се 823. године родио син Карло Ћелави коме је 829. године отац преписао територије Аламанију, Алзас, Рецију и део Бургундије. Ове области су до тада биле намењене старијем Лудвиговом сину Лотару који, у савезу са осталим старијим Лудвиговим синовима, га приморава да 830. године поништи одлуку из 829. године. Фактичку власт преузима Лотар, а Лудвиг је живео готово као заробљеник. То није одговарало старијим Лудвиговим синовима, Лудвигу Немачком и Пипину Аквитанском, који га враћају на власт 831. године. Њихове баштине су након тога увећане. Међутим, Пипин и Лудвиг прелазе две године касније на Лотарову страну и приморавају Лудвига да се одрекне престола. У новој подели царства, Карло је остао без икаква удела, а Лотар је проглашен царем. Почетком 835. године немачка војска присилила је Лотара на напуштање Ахена и повратак у Италију, а Лудвиг је поново враћен на престо. Знатно повећање Карловог поседа довело је до сукоба са Лудвигом Немачким и до нове, шесте поделе царства, а након смрти Пипина Аквитанског дошло је и до седме поделе. Лудвиг је извршио осму поделу 839. године поделивши царство између Лотара и Карла. Након његове смрти (840. године), Лудвиг Немачки и Карло удружили су се против Лотара. Приморали су га да се повуче у Италију, а поседе су поделили међу собом (девета подела извршена 842. године). Све жешћи напади Нормана довели су до измирења браће и коначне поделе која је августа 843. године извршена у Вердену. У складу са Верденским споразумом, Лотару је, сем Италије, дато и уско подручје од Фригије до Провансе. Карлу су припале земље на западу, а Лудвигу на истоку.

## Распад Каролиншког царства
Верденским споразумом напуштена је замисао о јединству Карлове државе. Најтеже прилике након 843. године биле су у Западнофраначком краљевству Карла Ћелавог против кога су се побуниле Бретања и Аквитанија, а држава је непрестано трпела од напада Нормана. Нешто сређеније прилике биле су у Лудвиговом краљевству у коме је моћ феудалаца била слабија, а краљ је уживао и поверење цркве. Лотарово краљевство је на северу трпело од напада Нормана, а на југу од Сарацена. Након смрти Лудвига II (Лотаровог наследника, 875. године), Карло Ћелави преузима власт у Риму. Лудвиг је на то кренуо са војском у Италију, али је у међувремену умро. Његову државу су поделила тројица синова. Године 877. умро је Карло Ћелави, а две године касније и Луј II, његов наследник. Исте године се од Западнофраначког краљевства одцепила држава Арелат, прва држава у западној европи која није била под управом члана династије Каролинг. Папа је 877. године приморан на плаћање данка Сараценима (25.000 златника). На папин позив, у Италију долази млађи брат немачког краља Лудвига II, Карло Дебели који је 881. године крунисан за краља. Идуће године је умро Лудвиг II, а Карло Дебели постаје владар Италије и Немачке (сем Карантаније у којој је владао Арнулф Карантански).
Након смрти западнофраначког краља, Карло Дебели постаје и владар западног краљевства чиме је накратко поново уједињено некадашње царство Карла Великог. Међутим, пошто је Карло Дебели био неспособан владар, источнофраначки великаши убрзо за новог краља постављају Арнулфа Карантанског чиме је расцеп обновљен. Карло Дебели умире 888. године, а западнофраначки вазали за новог краља постављају Ода, париског грофа. Његова власт није обухватала Аквитанију, Северну Бургундију, Јужну Бургундију са Прованском ни Бретању. Тако се Карлово царство распало на 5 краљевина (Француска, Немачка, Италија, Северна Бургундија и Арелат) и још два независна војводства (Аквитанија и Бретања).

## Модерне државе које су биле у саставу Каролиншког царства

### Целокупна територија
- Андора
- Аустрија
- Белгија
- Француска
- Гернзи
- Џерзи
- Лихтенштајн
- Луксембург
- Монако
- Холандија
- Сан Марино
- Словенија
- Швајцарска
- Ватикан

### Делови територије
- Босна и Херцеговина
- Хрватска
- Чешка
- Немачка
- Мађарска
- Италија
- Шпанија